# Mocodoene
Mocodoene é uma localidade moçambicana, sede de um posto administrativo do distrito de Morrumbene, província de Inhambane.